# U-landshjælp fra folk til folk
|  | For organisationen U-landshjælp fra folk til folk, se UFF-Humana. |
U-landshjælp fra folk til folk er en dokumentarfilm instrueret af Henrik Willumsen.

## Handling
Filmen fortæller om arbejdet med at indsamle og formidle hjælp til ulandsprojekter.